# John Michael G. Adams

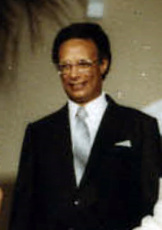
John Michael G. Adams

John Michael Geoffrey Manningham „Tom“ Adams (* 24. September 1931 in Spooners Hill, Barbados; † 11. März 1985 in Bridgetown) war ein Politiker aus Barbados.

## Biografie
Der Sohn von Sir Grantley Herbert Adams, dem Gründer der Barbados Labour Party (BLP) und Premier von 1954 bis 1958, studierte nach dem Schulbesuch die Rechtswissenschaften. Nach dem Tode seines Vaters wurde er 1971 Vorsitzender der BLP und begann einen Neuaufbau der Partei nach den Stimmverlusten bei der Wahl zum Versammlungshaus (House of Assembly) im gleichen Jahr.
Bei der Parlamentswahl von 1976 wurde die BLP mit 17 der 24 Mandate stärkste Partei, so dass er am 7. September 1976 als Nachfolger von Errol Walton Barrow selbst Premierminister wurde. Zugleich übernahm er das Amt des Ministers für Finanzen und Planung. Sein wirtschaftlicher Sparkurs erwies sich als erfolgreich, so dass die BLP auch die Wahlen von 1981 gewann.
Als moderater Politiker konzentrierte er sich auf den Ausbau der Bildung und der sozialen Dienste, den Bau neuer Straßen sowie die Entwicklung der Industrie. Er gehörte zu den Politikern innerhalb der Karibischen Gemeinschaft (CARICOM), die sich 1979 besorgt über die Radikalisierung in Grenada nach dem Amtsantritt des dortigen Premierministers Maurice Bishop und dessen New Jewel Movement (NJM) äußerten. Im Oktober 1983 gewann er die Zustimmung der Opposition für sein Ersuchen an die USA und Jamaika um Unterstützung bei der Aufrechterhaltung der Sicherheit in der Region. Er gehörte folglich auch zu den Befürwortern einer US-Invasion in Grenada. Am 25. Oktober 1983, nur wenige Tage nach dem Bishop selbst von radikalen Gegnern ermordet wurde, landeten US-Truppen zusammen mit wenigen Hundert Soldaten aus anderen Karibikstaaten in Grenada.
Nachdem Adams während seiner Amtszeit verstorben war, wurde Harold Bernard St. John noch am 11. März Nachfolger als Premierminister.